# ممدو سامبولي با
ممدو سامبولي با(1926 م مقامة - 5 يناير 2012 م نواكشوط) سياسي زنجي موريتاني وأول رئيس للجمعية الوطنية وأحد الرعيل الأول الذي عاصر استقلال الدولة وعمل مع الرئيس السابق المختار ولد داداه الذي يقول عنه في مذكراته إنه «كان أحد الرفاق الأوائل والشخصيات التي برزت من بين المسؤولين في الجيل الأول الذي وضع قواعد موريتانيا المستقلة».
كان سامبولي با في البداية عضوا في حزب الوفاق الموريتاني العروبي التحرري الذي أسسه الزعيم حرمة ولد بابانا سنة 1948 م، وكان من الشخصيات الزنجية المؤسسة لحزب الوفاق والمقربة من ولد حرمة قبل أن ينقلب عليه عندما تأكد من أن ولد حرمة يسعى إلى هدفين من خلال عمله السياسي: تحرير البلاد من الاحتلال الفرنسي، وتأسيس كيان عربي للدولة الوليدة يكون جزء من المغرب وعمقه الاستراتيجي، ومعروف أن قضية التعريب قادت في ما بعد إلى مايعرف بأحداث 1966 م بين العروبيين والزنوج الذين يرفضون اللغة العربية كلغة عمل وتعليم في البلاد.
سامبولي با هو أيضا والد الوزيرة السابقة ديا با.